# Gustav-Adolf-Kirche (Frankfurt am Main)

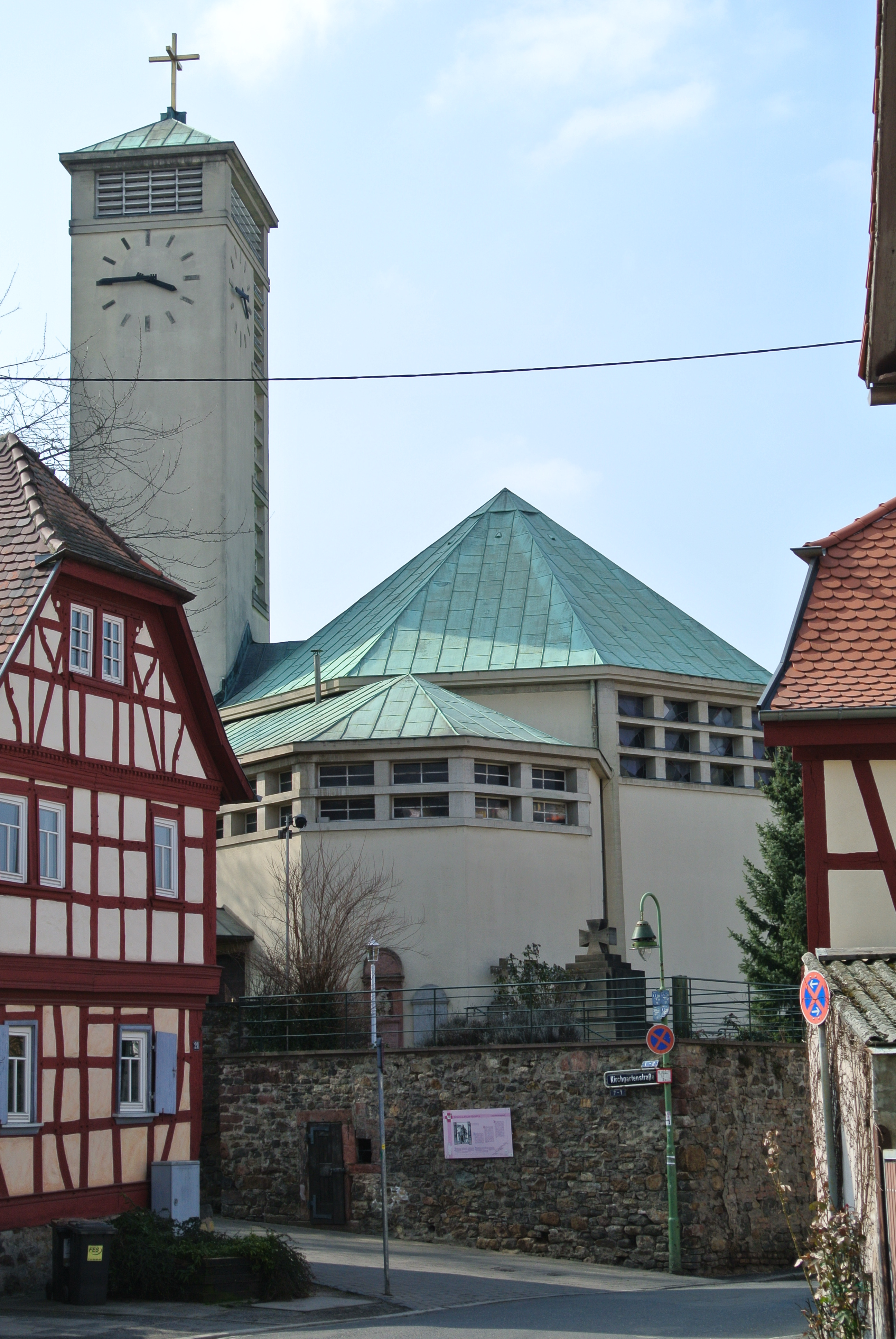
Gustav-Adolf-Kirche Niederursel

Die evangelische Gustav-Adolf-Kirche befindet sich im Frankfurter Stadtteil Niederursel und ist nach dem schwedischen König Gustav II. Adolf benannt, der durch sein militärisches Eingreifen im Dreißigjährigen Krieg indirekt das Fortbestehen des deutschen Protestantismus sicherte. Entstanden ist die Kirche in den Jahren 1927 bis 1928 nach Plänen der Architekten Martin Elsaesser und Gerhard Planck im Stil der Neuen Sachlichkeit. Sie steht unter Denkmalschutz und gehört zur Evangelischen Kirchengemeinde Frankfurt am Main - Nordwest (Nordwestgemeinde) im Stadtdekanat Frankfurt und Offenbach in der Propstei Rhein-Main der Evangelischen Kirche in Hessen und Nassau.

## Vorgängerbau Sankt-Georgs-Kirche
Niederursel lag an einem alten Pilgerweg, über den 754 der Leichnam des heiligen Bonifatius von Mainz nach Fulda überführt wurde. Der Bonifatiusweg verlief in der Gemarkung Niederursel über die Heerstraße, den Praunheimer Weg, Alt-Niederursel und die Kreuzerhohl zur Crutzenkirche am Riedberg. Bei Gründungsarbeiten für den Neubau fand man 1927/28 verschüttete Reste frühmittelalterlicher, germanisch-fränkischer Bauernhäuser und Reste eines karolingischen Sakralbaus. Die früheste urkundliche Erwähnung einer St. Georgskapelle stammt aus dem Jahr 1402. Mit ihrer Lage auf einem Felsen und von einer Mauer umgeben handelte es sich um eine befestigte Dorfkirche mit den ursprünglichen Maßen von etwa 10 Metern Länge und 5–6 Metern Breite.
Seit dem Mittelalter gehörte Niederursel zum Kirchspiel Praunheim. Das Patronatsrecht teilten sich seit 1436 die Grafen von Solms-Rödelheim und die Stadt Frankfurt. Mit der Einführung der Reformation in Frankfurt (1533) und Rödelheim (1545) wurde auch Niederursel protestantisch.
Im 17. Jahrhundert wurde die Kirche auf 18,10 Meter verlängert. Sie bestand nun aus einem langen Kirchenraum und einem dreiseitig umschlossenen Chor und bot etwa 100 Gläubigen Platz. An der Westseite trug sie einen Dachreiter mit quadratischem Grundriss. Im Dreißigjährigen Krieg, 1674 beim Durchzug französischen Militärs und beim großen Brand von 1675 wurde die Kirche beschädigt und musste jeweils wiederhergestellt werden.
In den 1920er Jahren war die Kirche zu klein für die Gemeinde und teils baufällig. Obwohl sie unter Denkmalschutz stand, wurde sie durch die neue Gustav-Adolf-Kirche ersetzt. Die Denkmalpflege veranlasste kurz vor dem Abbruch ein Aufmaß der Kirche, weshalb der Vorgängerbau gut dokumentiert ist. Erhaltenswerte Bauteile der Vorgängerkirche wurden in das neue Gebäude integriert, darunter die Orgel, die Schriftbänder von 1613 in der Taufkapelle, das Kruzifix und einige kleinere Bauteile.

## Architektur
Die Gustav-Adolf-Kirche liegt im historischen Ortskern an der Ecke Alt-Niederursel / Kirchgartenstraße auf einem natürlichen Geländeplateau. Der Bau wahrt die Maßstäblichkeit des kleinteiligen Dorfgefüges. Gestaltprägend für die Kirche ist der oktogonale Grundriss, der im Südwesten von einem rechteckigen Turm flankiert wird. Unter dem kupfergedeckten Zeltdach ist ein horizontales Fensterband angeordnet. Es korrespondiert mit den vertikalen Öffnungen im Turm. Mit der Verwendung horizontaler Fensterbänder hebt sich der Entwurf bewusst von den sonst üblichen senkrechten Fenstern ab. Die Architektur ist daher auch ein typisches Beispiel modernen Bauens. Dazu trägt auch bei, dass die gesamte Kirche aus Beton hergestellt wurde und daher ein monolithisches Erscheinungsbild hat. Die Außenwände sind hell verputzt. Der Eingang liegt im Süden. Der Innenraum wirkt zentriert, weil die Spitze des Zeltdachs die Mitte des oktogonalen Raums markiert. Die Entwurfsidee für den Raum bezieht sich auf frühchristliche Kirchen. Durch die Anordnung von Altar und Gestühl ist der Kirchenraum dennoch gerichtet.
Die Taufkapelle ist ein in sich geschlossener Raum, der durch Öffnen seiner drei in den Hauptkirchenraum hineingehenden Fenster bei großen Feierlichkeiten in Verbindung mit der Hauptkirche benutzt werden kann. In die Taufkapelle wurden die wichtigsten Teile aus dem alten Gotteshaus, wie das Kruzifix und die in Holz geschnitzten Schriftbänder von 1613 integriert.
Auf der Altarwand der dem Eingang gegenüberliegenden Achteckseite befindet sich in einer Nische die Kanzel. Hinter der Altarwand befindet sich die Sakristei. Die Altarwand ist mit zwei Bibelversen und bildlichen Darstellungen verziert: links „Sei getreu bis an den Tod, so will ich dir die Krone des Lebens geben“ (Offb 2,10 ), rechts „Siehe ich bin bei euch alle Tage bis an der Welt Ende“ (Mt 28,20 ). Kanzel und Altar sind aus Beton.
Etwa 400 Sitzplätze stehen zur Verfügung. Gegenüber der Altarwand über dem Eingang befindet sich eine Empore mit Orgel. Die Innenwände waren ursprünglich in den Farben Rot, Blau und Weiß gestaltet. Im Untergeschoss befinden sich Gemeinde- und Nebenräume. Auf dem Turm, der sich auf rechteckigem Grundriss rund 30 Meter hoch erhebt, befindet sich das Geläut mit vier Glocken und eine Empore für Posaunenbläser. Auch der Turm ist mit Kupfer gedeckt. Die Baukosten betrugen rund 180.000 Reichsmark.
Die Gustav-Adolf-Kirche überstand den Zweiten Weltkrieg ohne Schaden, allerdings wurden die drei größten Glocken eingeschmolzen, die in den 1950er Jahren wieder ersetzt wurden. Sie ertönen in den Tönen dis', gis', h' und cis'.
2016 wurde die Kirche umfassend renoviert und im Inneren die ursprüngliche Gestaltung nach alten Photographien weitgehend wiederhergestellt. Die Kosten von insgesamt fast anderthalb Millionen Euro trug hauptsächlich der Evangelische Regionalverband Frankfurt mit 930.000 Euro. Ferner unterstützten die Frankfurter Kirchenstiftung, das Landesamt für Denkmalpflege und die Kirchengemeinde selbst die Baumaßnahmen finanziell.

## Kirchhof
Der Kirchhof wurde bis 1851 als Friedhof genutzt. Beerdigungen erfolgten ursprünglich neben der St.-Georgs-Kirche. 1812 wurde ein 39 Quadratruten großer Acker des Katharinenklosters neben der Kirche für 150 Gulden erworben und der Friedhof damit erweitert. In die Mauer der heutigen Gustav-Adolf-Kirche sind vier Grabsteine des alten Friedhofs eingemauert.
Ein Kriegerdenkmal erinnert an die Gefallenen des Ersten Weltkriegs.

## Gemeinde
Zum 1. Januar 2020 fusionierte die Gemeinde mit den benachbarten Gemeinden St. Thomas (Heddernheim), Dietrich Bonhoeffer und Cantate-Domino (beide Nordweststadt) zur Evangelischen Kirchengemeinde Frankfurt am Main - Nordwest.

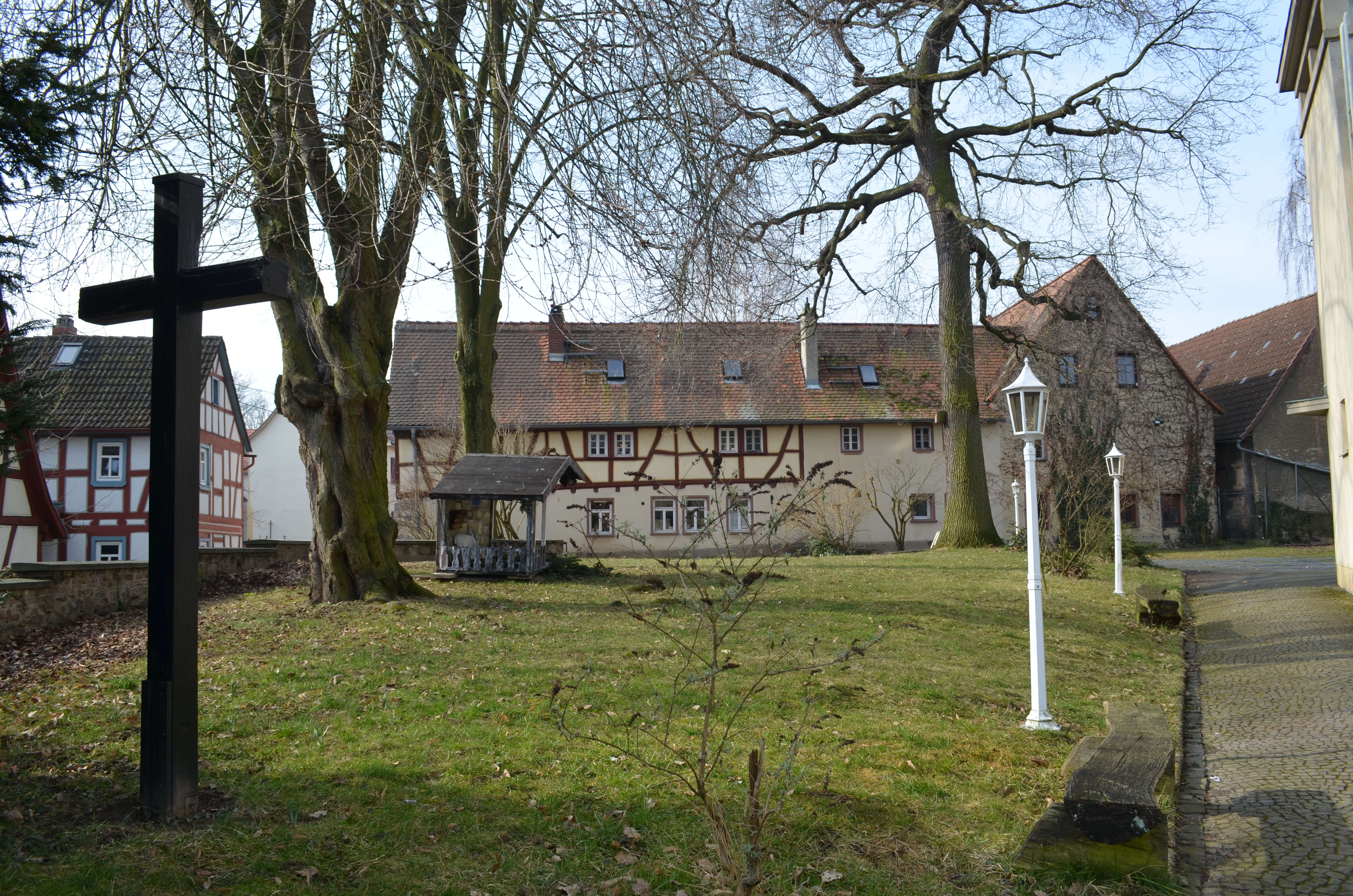
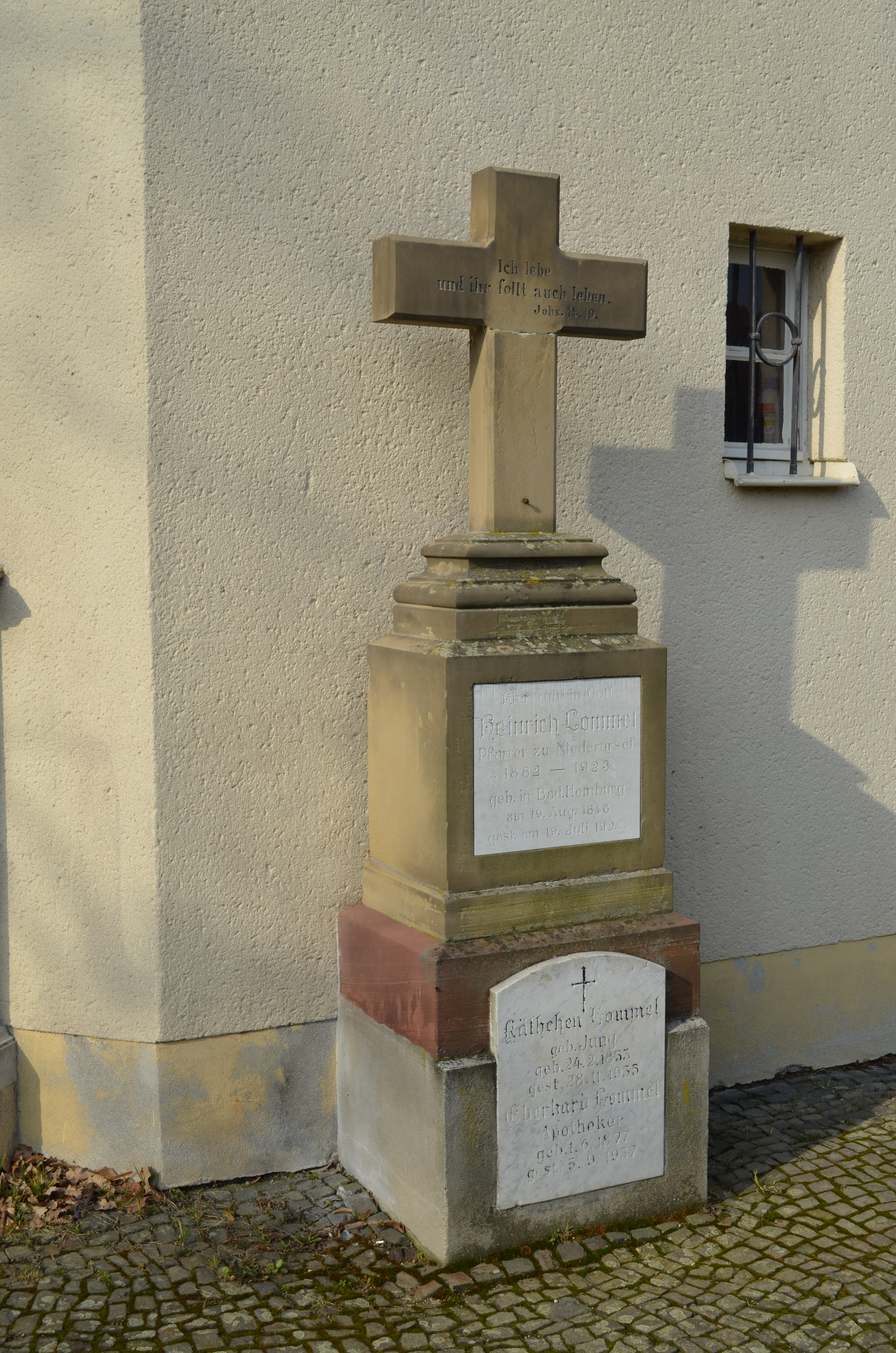
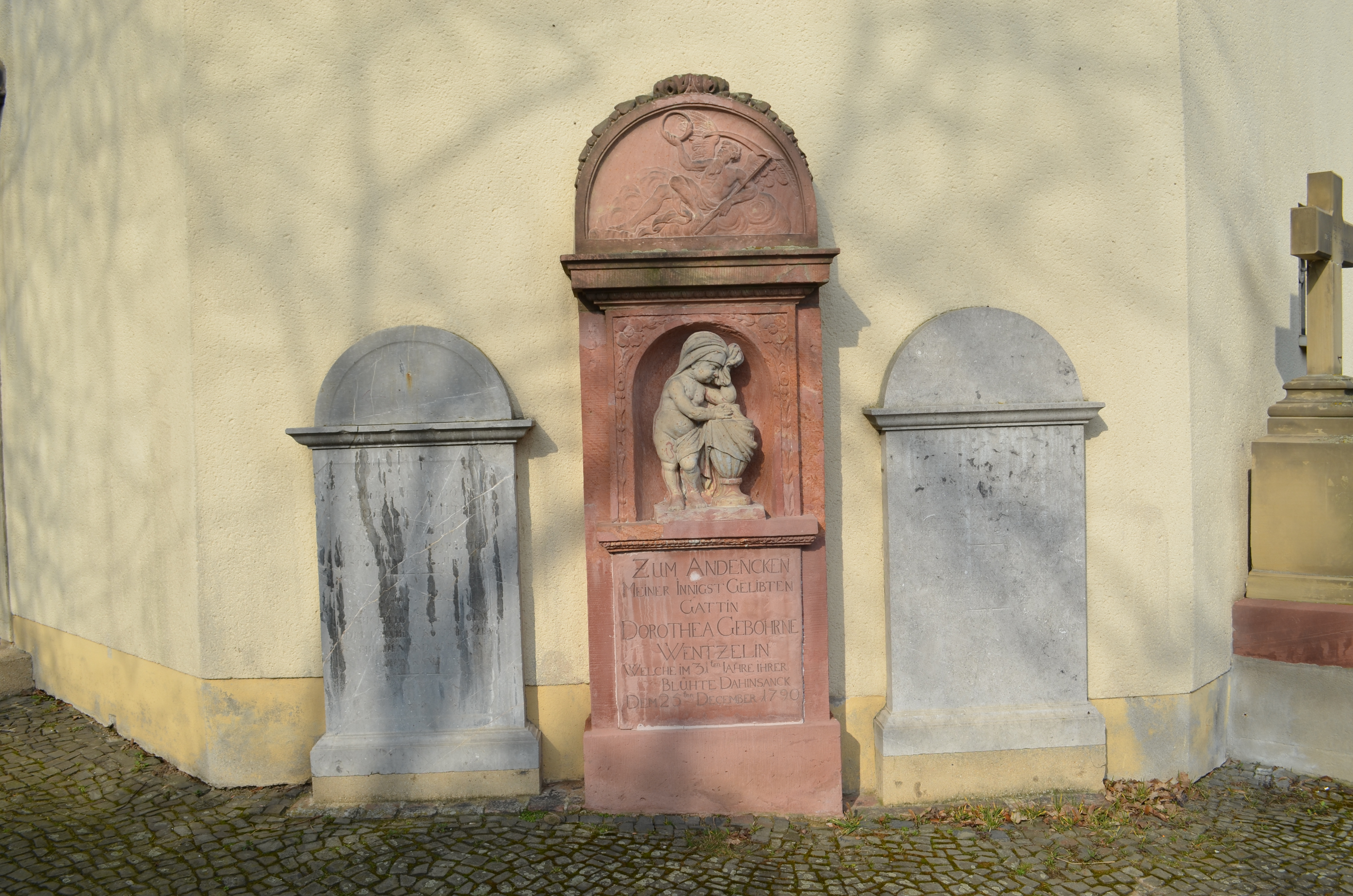
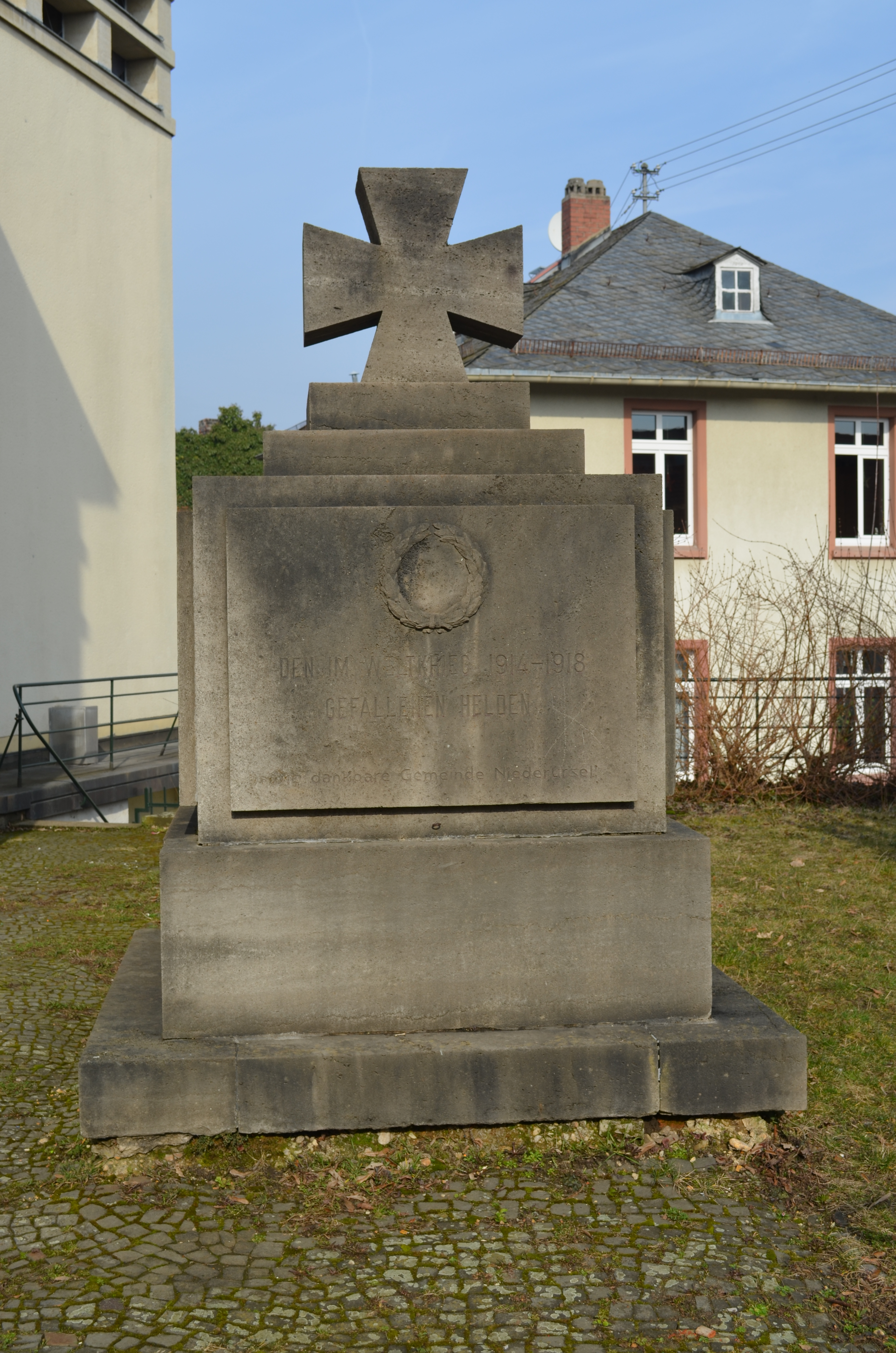
Kriegerdenkmal